# Dywity (plaats)
Dywity (Duits: Diwitten) is een dorp in het Poolse woiwodschap Ermland-Mazurië, in het district Olsztyński. De plaats maakt deel uit van de gemeente Dywity en telt 2300 inwoners.